# Thaumaceratopus cervinus
Thaumaceratopus cervinus är en mångfotingart som beskrevs av Karl Wilhelm Verhoeff 1924. Thaumaceratopus cervinus ingår i släktet Thaumaceratopus och familjen Iulomorphidae. Inga underarter finns listade i Catalogue of Life.